# Mlázovice
Mlázovice là một chợ huyện thuộc huyện Jičín, vùng Královéhradecký, Cộng hòa Séc.